# Richard Grey
Richard Grey (?, 1457 –‎ Pontefract, 1483. június 25.) angol nemesember, Elizabeth Woodville angol királyné máspodik fia Sir John Grey-jel kötött első házasságából, IV. Eduárd angol király mostohafia.
1475-ben lovaggá ütötték. Politikai szerepvállalása 1475-ben kezdődött, mikor megbízták Wales és a vele határos megyék védelmével. 1475-től békebíró lett Herefordshire-ben, 1482-ben pedig a walesi Kidwelly lordságot kapta meg. 1483-ban,IV. Edward halála után Richard Londonba kísérte féltestvérét, V. Eduárdot, mikor a trónkövetelő Richárd gloucesteri herceg és emberei feltartóztatták őket Stony Stratfordnál, s Richard Greyt, akárcsak nagybátyját, Rivers 2. grófját bebörtönözték. Pár héttel később az új uralkodó, III. Richárd mindkettejüket kivégeztette Pontefract kastélyában 1483. június 25-én. Richard Grey csupán huszonhárom éves volt ekkor.